# 381

## Události
- Císař Theodosius I. svolal do Konstantinopole První konstantinopolský koncil, který se usnesl na konečné podobě vyznání křesťanské víry (nikájsko-konstantinopolské).
- Aquilejská synoda, jíž předsedá milánský biskup Ambrož, sesazuje ariánské biskupy Palladia a Secundadia.
- Flavianos se po Melétiovi se stává antiochijským patriarchou.
- Timotheos z Alexandrie se stává namísto Petra patriarchou v Alexandrii.
- Delegace římského senátu posílá císaři Gratianovi roucho nejvyššího pontifika, které římští císaři nosili již od Augusta. Gratianus odmítá tento symbol pohanství a uráží tak římskou aristokracii. Zároveň nechává odstranit ze Senátu sochu bohyně Vítězství.
- Nektarios se po Řehoři Naziánském stává konstantinopolským patriarchou.
- Jan Zlatoústý se stává jáhnem.
- Martin z Tours zakládá v Poitiers první klášter v Galii.

## Narození
- Nestorios – pozdější konstantinopolský patriarcha

## Úmrtí
- 25. ledna – Athanarich – vizigótský král
- 14. února – Petr z Alexandrie
- Melétios z Antiochie

## Hlavy států
- Papež – Damasus I. (366–384)
- Římská říše – Theodosius I. (východ) (379–395), Gratianus (západ) (375–383) + Valentinianus II. (západ) (375–392)
- Perská říše – Ardašír II. (379–383)